# Diocesi di Aristio
La diocesi di Aristio (in latino: Dioecesis Aristiana) è una sede soppressa del patriarcato di Costantinopoli e una sede titolare della Chiesa cattolica.

## Storia
Aristio, nei pressi di Gnöe e Karacaören nell'odierna Turchia, è un'antica sede episcopale della provincia romana della Frigia Pacaziana nella diocesi civile di Asia. Faceva parte del patriarcato di Costantinopoli ed era suffraganea dell'arcidiocesi di Laodicea.
La diocesi è documentata nelle Notitiae Episcopatuum del patriarcato di Costantinopoli fino al XII secolo.
Sono solo due i vescovi attribuiti a questa diocesi: Paolo, che prese parte al concilio di Calcedonia nel 451; e Mamas, che nel 518 sottoscrisse la petizione che il sinodo di Costantinopoli inviò al patriarca Giovanni II in favore della definizione di fede di Calcedonia e contro Severo di Antiochia e il partito monofisita. Alla sede di Aristio, Le Quien aggiunge anche Tarasio, che partecipò al concilio di Costantinopoli dell'879-880 che riabilitò il patriarca Fozio di Costantinopoli; questo vescovo è più probabilmente da assegnare alla diocesi di Eriste in Bitinia.
Dal 1933 Aristio è annoverata tra le sedi vescovili titolari della Chiesa cattolica; la sede è vacante dal maggio 1945.

## Cronotassi

### Vescovi greci
- Paolo † (menzionato nel 451)
- Mamas † (menzionato nel 518)
- Tarasio ? † (menzionato nell'879)

### Vescovi titolari
- Josip Marija Carević † (9 febbraio 1940 - maggio 1945 deceduto)